# Luzein
Luzein je obec ve švýcarském kantonu Graubünden, okresu Prättigau/Davos. Nachází se v údolí Prättigau, asi 20 kilometrů severovýchodně od kantonálního hlavního města Churu, v nadmořské výšce 958 metrů. Žije zde přibližně 1 600 obyvatel.
K 1. lednu 2016 se bývalá politická obec St. Antönien, která byla sloučena již v roce 2007, spojila s obcí Luzein a tvoří tak její součást.

## Geografie

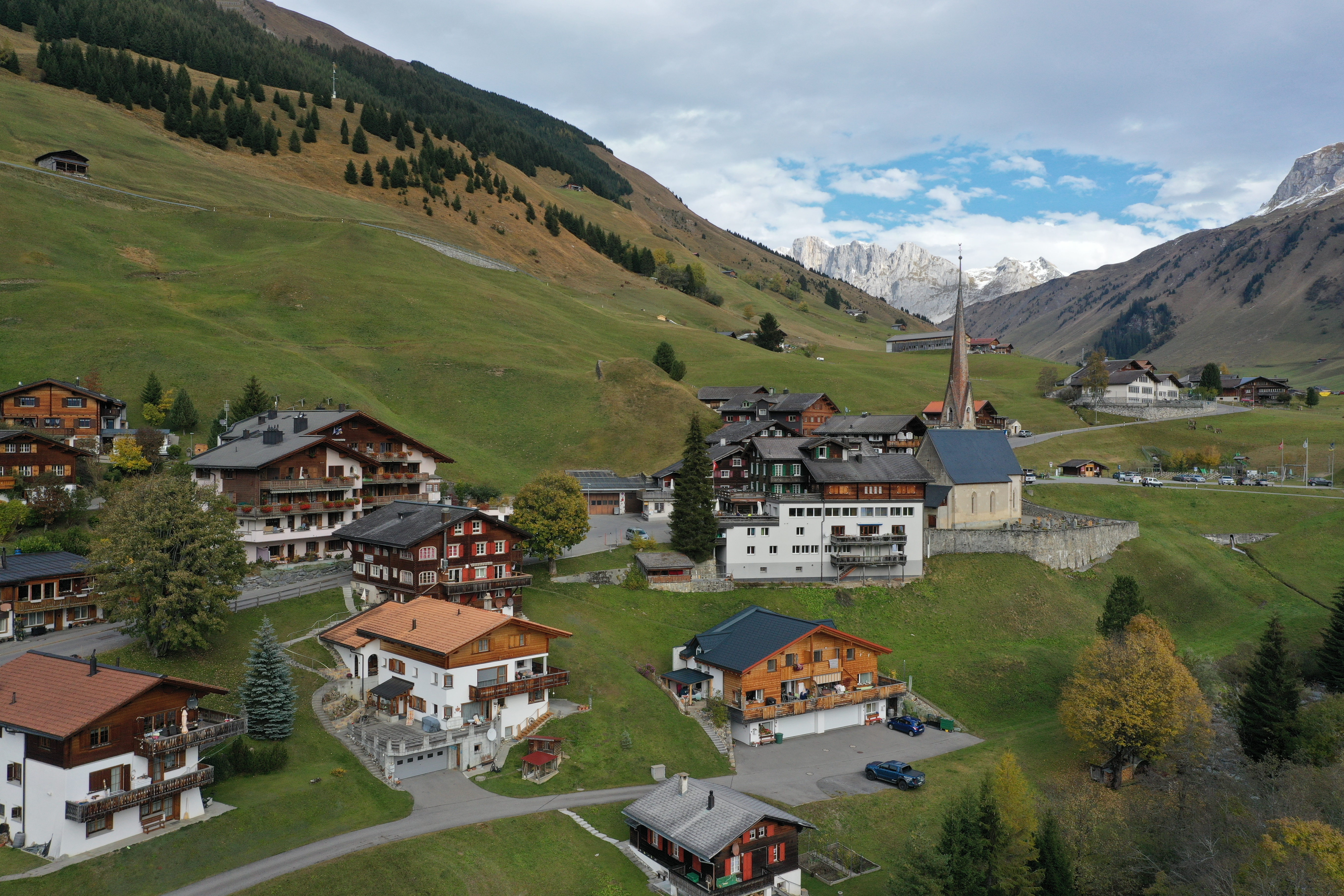
St. Antönien

Obec leží na pravém svahu středního Prättigau a skládá se ze čtyř částí: Buchen s osadami Lunden a Stels, Luzein s osadou Dalvazza, Pany s osadou Gadenstätt a Putz.
Oblast se rozkládá kolem hory Chrüz, úpatí Rätikonu, která je s 2 196 m n. m. nejvyšším bodem Luzeinu. Na východě tvoří hranici řeka Schanielabach, na jihu a jihozápadě v dlouhých úsecích řeka Landquart, který překračuje pouze malá oblast na samém jihovýchodě katastru. Na severozápadě se území rozkládá až k ústí řeky Buchnerbach a za Buchnertobel přes Stelserberg se Stelsersee (přírodní rezervace) až k pramenům řeky Schraubach. Na severovýchodě obec hraničí s Rakouskem; nejvyšší bod katastru se nachází na hraniční hoře Madrisahorn (2 826 m n. m.).
Na dně údolí na pravém břehu řeky Landquart, oddělené od sousední obce Küblis potokem Schanielabach, který se do ní vlévá, leží oblast Dalfazza (801 m n. m.). Severně od něj, na svahu, který se poměrně rovnoměrně zvedá k Chrüz, se nacházejí místní části Luzein (958 m n. m.) a Pany (1 249 m n. m.), obě rozptýlené osady s největší koncentrací zástavby v oblasti kostela. Na západě, vysoko nad údolím Putzersteinu, se nachází vesnice Putz (1 065 m n. m.) a daleko na severozápadě Buchen (950 m n. m.) s Hinterlundenem (796 m n. m.). Na silnici z Pany do St. Antönien se nachází vesnice Gadenstätt (1 355 m n. m.).
Z celkové rozlohy obce přes 31 km² zaujímají lesy a lesní porosty 14,73 km². 13,23 km² lze využít pro zemědělství. Ze zbývajících 2,71 m² tvoří neproduktivní půda (převážně hory) a 0,96 km² je zastavěná plocha.
Sousedními obcemi jsou Küblis, Conters im Prättigau, Fideris, Jenaz, Klosters, Schiers a rakouské St. Gallenkirch a Tschagguns (spolková země Vorarlbersko).

## Historie

Historický letecký pohled na Luzein a Pany (1954)

Nálezy římských mincí s vyobrazením císaře Konstantina I. na hradišti Stadion jsou nejstarší zmínky o obyvatelích nebo přechodných obyvatelích. Mezi lety 1101 a 1200 je Luzein uváděn jako Lucen, Licines, Lucins, 1185 jako Luzene a v roce 1411 Pany jako Pynnuew. Význam názvu Luzein nebyl dosud objasněn. Ve 12. století měla v Luzeinu majetek katedrální kapitula v Churu, který ve 13. století připadl baronům z Vazu. Předali je premonstrátskému klášteru svatého Jakuba v Klosters. V Pany u osady Rosenberg se nacházelo hradiště s drobnými nálezy ze 13. až 15. století. Na kostelním vrchu v Luzeinu stál hrad Stadion, který byl již v roce 1550 zříceninou. Na hradě Castels u obce Putz sídlily vládnoucí šlechtické rody od 12. století až do roku 1649.
V době říšského svobodného státu Tří lig byly Pany, Luzein, Buchen a Putz v roce 1436 připojeny k tzv. Lize deseti dvorů jako součást Vysokého kastelánského dvora. Patřilo sem Deset dvorů v údolích Prättigau, Landwasser a Schanfigg. V této době byli obyvatelé z velké části nezávislí, bez pána a bez feudálních břemen. V roce 1622 proběhla velká prättigauská válka proti Rakousku (Habsburkům). Poté, co se Prättigau po několika porážkách od Habsburků v roce 1649 vykoupilo z rakouské nadvlády, byl hrad Castels opuštěn. V roce 1662 byl vrchní soud rozdělen na soudní obce Castels-Luzein a Castels-Jenaz. Od 15. do počátku 16. století se rétorománské obyvatelstvo v Luzeinu germanizovalo pod vlivem Walserů, kteří se přistěhovali z Davosu.
V roce 1799, během francouzských válek, táhli Rakušané pod vedením generála von Hotze z oblasti Schrunsu přes průsmyky u St. Antönien a přes Luzein vpadli do Prättigau.
V roce 1803, kdy se Graubünden stal kantonem Švýcarské konfederace, se čtyři obce osamostatnily. V roce 1892 se čtyři obce rozhodly znovu spojit pod dnešní obec Luzein. Hraniční kameny, které by viditelně oddělovaly tyto čtyři komunity, nikdy neexistovaly.
Až do poloviny 20. století se v Luzeinu provozoval chov dobytka a samozásobitelské zemědělství a i poté zde mělo silné postavení družstevně organizované zemědělství. V letech 1895–99 byla postavena silnice St. Antönienstrasse. Ve 20. století došlo k rozvoji cestovního ruchu a v roce 1927 byla vybudována horská poštovní autobusová linka Küblis–Pany. V roce 1930 tehdy samostatná obec Pany vystavěla venkovní bazén.
Během druhé světové války byl v Luzein-Bodenu od roku 1940 vybudován hlavní silniční zátaras Fröschenei – Gadenstätt – Chrüz – Stelserberg, který měl zabránit možnému obejití pevnosti Sargans přes průsmyky u St. Antönien. Celkem bylo pro zátarasy vybudováno dvanáct dobře maskovaných zákopů a bunkrů. Na východní úpatí Chrüzgipfelu vedla vojenská lanovka.
Lyžařské vleky byly postaveny v letech 1955 a 1973 a v letech 1958–1988 bylo postaveno asi 130 rekreačních domů. Od roku 1968 sídlí v místní části Pany ústřední škola (základní a střední) obce Luzein.

## Obyvatelstvo

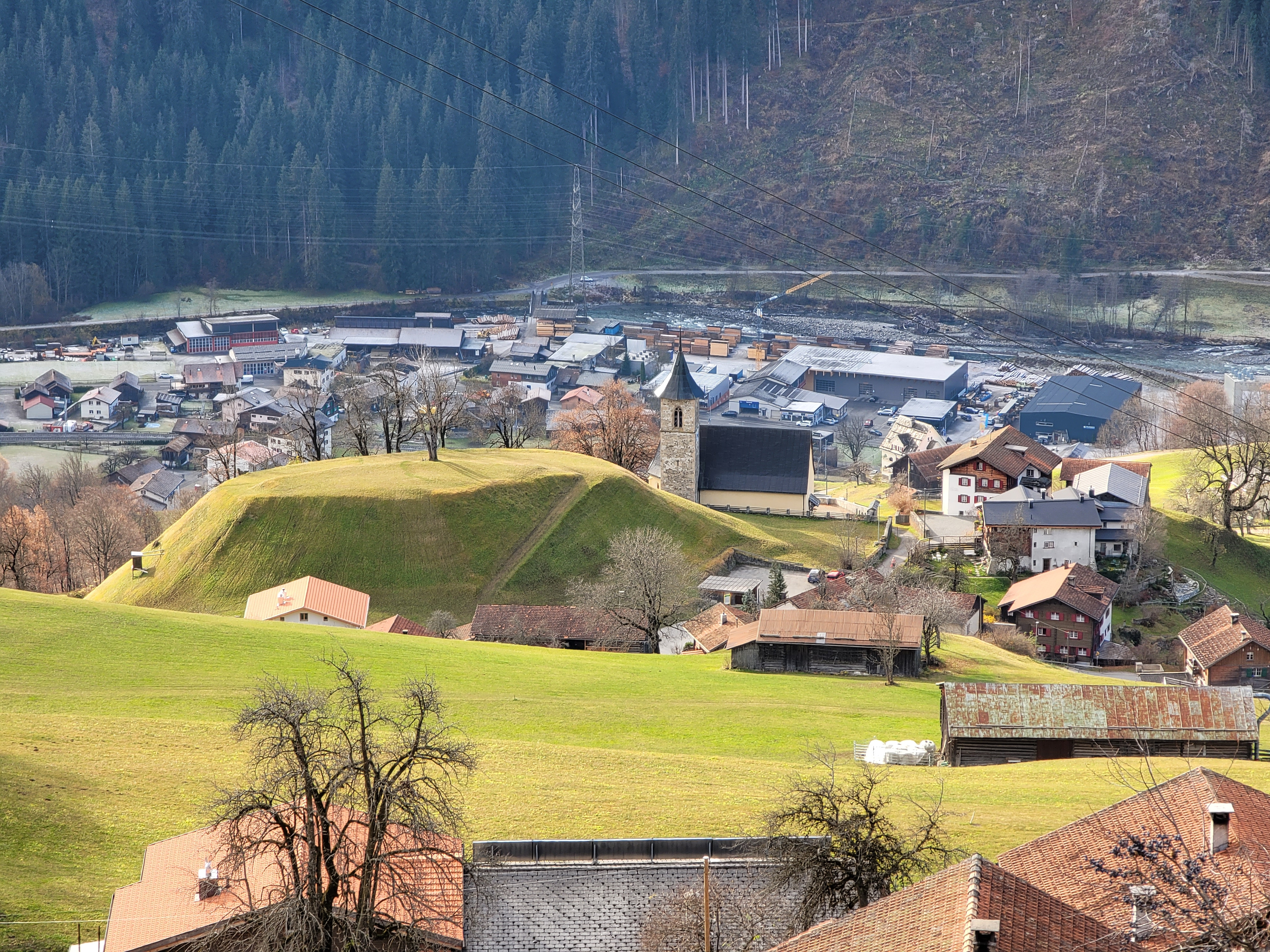
Návrší Stadion v Luzeinu

| Rok            | 1850 | 1900 | 1950  | 2000  | 2004  | 2020  |
| Počet obyvatel | 954  | 841  | 1 127 | 1 110 | 1 152 | 1 596 |

## Hospodářství a doprava
Většina sídel v obci je venkovského charakteru. Průmysl, včetně velkého dřevozpracujícího podniku, je soustředěn v místní části Dalfazza.
V turistickém centru Pany je koupaliště, turistické stezky a trasy pro horská kola, lyžařský vlek a sáňkařské dráhy.
Luzein je napojen na síť veřejné dopravy autobusovými linkami Postauto v trasách Schiers–Pany a Küblis – Pany – St.Antönien.
Katastrem obce prochází krátký úsek železnice, konkrétně trati Landquart – Davos Platz. Na území obce však nemá žádnou zastávku; nejbližší železniční stanice se nachází v obci Küblis.